# Lijst van voetbalinterlands Benin - Burkina Faso (vrouwen)
Deze lijst van voetbalinterlands is een overzicht van alle officiële voetbalinterlands tussen de nationale vrouwenteams van Benin en Burkina Faso. De landen hebben tot nu toe vijf keer tegen elkaar gespeeld.

## Wedstrijden
| № | Plaats      | Datum            | Competitie                                | Wedstrijd            | Uitslag |
| - | ----------- | ---------------- | ----------------------------------------- | -------------------- | ------- |
| 1 | Ouagadougou | 17 december 2019 | Vriendschappelijk                         | Burkina Faso − Benin | 6 − 2   |
| 2 | Ouagadougou | 19 december 2019 | Vriendschappelijk                         | Burkina Faso − Benin | 4 − 0   |
| 3 | Abidjan     | 20 oktober 2021  | Afrikaans kampioenschap 2022 kwalificatie | Burkina Faso − Benin | 2 − 1   |
| 4 | Cotonou     | 24 oktober 2021  | Afrikaans kampioenschap 2022 kwalificatie | Benin − Burkina Faso | 1 − 3   |
| 5 | Cotonou     | 9 juli 2023      | Vriendschappelijk                         | Benin − Burkina Faso | 1 − 4   |

## Samenvatting
| Competitie                           | Totaal gespeeld | Winst Benin | Gelijk | Winst Burkina Faso | Doelsaldo Benin – Burkina Faso |
| ------------------------------------ | --------------- | ----------- | ------ | ------------------ | ------------------------------ |
| Afrikaans kampioenschap kwalificatie | 2               | 0           | 0      | 2                  | 2 − 5                          |
| Vriendschappelijk                    | 3               | 0           | 0      | 3                  | 3 − 14                         |
| Totaal                               | 5               | 0           | 0      | 5                  | 5 − 19                         |